# 魔苦・怒鳴門
魔苦・怒鳴門（まく・どなると、生年月日不明 - ）は、日本の覆面レスラー。2019年末までUDONプロレスに所属していた。現在はYouTuberとしても活動している。趣味はハッテン巡り(但し百戦連敗)。書道家・米早食として才能開花し活躍の幅を広げているも実は漢字が苦手。

## 来歴
「徳島の黄色い悪魔」と呼ばれ、2018年10月の「UDON STARTING OVER」に突如現れた四国怪奇派。
平田一喜にDRAGONGATEにて練習生時代に同部屋にて過ごしていた先輩後輩関係だったと暴露された。
プロフィールでは徳島県鳴門市出身とされているが、本人によるYoutubeチャンネルでの生配信中に香川県出身で香川県に在住していると公表している。またYouTubeにて書道家、米早食(beisoshoku)として活動している。

## 戦歴
2018年
- 10月13日、デビュー戦でPMショーゴに初勝利。

2019年
- 1月13日、DDTプロレスリングに初参戦する[4]。
- 1月14日、高木三四郎からリング上でオファーを受けJudgement2019〜DDT旗揚げ22周年記念大会〜に参戦が決定[5]。
- 4月14日、平田一喜とタッグを組み6月2日にKO-Dタッグ王座への挑戦が決定[6]。
- 5月18日、後楽園ホールに初登場。6月2日に挑戦するKO-Dタッグ王座への前哨戦として、平田一喜とタッグを組み佐々木大輔と2対1のハンディキャップマッチを行うも惨敗[7]。
- 6月2日、平田一喜とタッグを組み佐々木大輔&高尾蒼馬が有するKO-Dタッグ王座への挑戦するも敗北。
- 11月22日、12月31日をもってUDONプロレスを退団することを発表[8]。

2020年
- 7月3日、DDT新宿FACE大会「DDTで逢いましょう2020」でユニバーサル王者、クリス・ブルックスとノンタイトル戦が組まれる。クリス・ブルックスに敗れダウンするリングにエクストリーム王者の青木真也が現れ「僕のベルトに挑戦してください」と逆指名。10月23日に後楽園ホールでエクストリーム王座に挑戦することが決定[9]。
- 10月23日のDDT後楽園大会「Summer Vacation 2020」で青木真也が有するエクストリーム王座に挑戦するも敗北[10]。

2025年
- 8月19日、高木三四郎プロデュース興行「超日本プロレス」にて素顔のMac松下として再デビュー（超日本とは専属契約）。対戦相手はドラゴンゲート時代の先輩である土井成樹とのシングル戦。

## 得意技
- マックフライ
  - スワントーンボムと同型。
- マックシェイクボム
  - 駅弁の体勢から相手を持ち上げてパワーボムで落とし、そのまま腰を振りながらエビ固めでフォールする。

## タイトル歴
UDONプロレス
- 世界UDON無差別級王座（第5代）

チームでら
- プロレスショップマッキー認定世界マキオ級王座 (第２８代)

## 入場曲
- 盆回り